# Bythoceratina coimbrai
Bythoceratina coimbrai is een mosselkreeftjessoort uit de familie van de Bythocytheridae. De wetenschappelijke naam van de soort is voor het eerst geldig gepubliceerd in 2006 door Wilson.